# Muchołówka mała
Muchołówka mała (Ficedula parva) – gatunek małego ptaka z rodziny muchołówkowatych (Muscicapidae).

## Systematyka
Jest to gatunek monotypowy. Dawniej za jego podgatunek uznawano muchołówkę rdzawogardłą (Ficedula albicilla), występującą dalej na wschód aż po wschodnią Syberię, niekiedy także muchołówkę kaszmirską (Ficedula subrubra).

## Występowanie
To gatunek głównie wschodnioeuropejski. W okresie lęgowym występuje w Europie Środkowej (od nizin po wysokie góry), Finlandii, Archangielsku i południowej Szwecji po środkową i wschodnią część Europy Południowej (południe Albanii i północna Grecja). Zachodnia granica przebiega przez Danię, Holandię, Austrię, Niemcy (wschodnią Bawarię, Brandenburgię i Saksonię) i Słowenię, a wschodnia przez Ural. To ptak wędrowny na dalekie dystanse. Izolowane siedliska występują ponadto na Kaukazie. Zimowiska muchołówki małej ulokowane są głównie w Pakistanie oraz w północnych, zachodnich i środkowych Indiach, notowane są też w zachodnim Bangladeszu do Bhutanu, a niewielka część ptaków wędruje nad Morze Śródziemne w południowo-zachodniej części Starego Kontynentu, na Półwysep Synaj, do Iranu, Afganistanu czy nad Zatokę Perską. Jak więc widać, kierunek migracji różni się od większości wędrownych europejskich ptaków, które zimą przebywają w Afryce lub na Półwyspie Arabskim.
W Polsce to nieliczny lub bardzo nieliczny, we wschodniej części kraju lokalnie średnio liczny ptak lęgowy. Według szacunków Monitoringu Pospolitych Ptaków Lęgowych (MPPL), w latach 2013–2018 liczebność populacji lęgowej muchołówki małej na terenie kraju wynosiła 16 000 – 32 000 par. Najliczniej występuje na Pomorzu, Mazurach, Podlasiu i woj. podkarpackim. Stanowiska odnotowano też w północnej Wielkopolsce i na Mazowszu w okolicach Warszawy, Wyszkowa i Siemiatycz, na Wyżynie Łódzkiej, Górach Świętokrzyskim i lokalnie na Lubelszczyźnie – Lasy Parczewskie, Lasy Sobiborskie, Lasy Strzeleckie. Widywana w łuku Karpat, na Roztoczu, w Beskidzie Żywieckim, Makowskim, Śląskim, Małym i Wyspowym. Zagęszczenie w buczynach Wyżyny Krakowsko-Częstochowskiej wynosi 0,5–0,9 par na 10 hektarów, na Ziemi Przemyskiej 0,7–1,3 par, na Podlasiu 0,7–1,2 par, Roztoczu 1,5–2,5 par i w Puszczy Bukowej 1,0–1,8 par lęgowych. W górach jego areały sięgają regla górnego do 1100 m n.p.m. Na zachodzie Polski rzadko spotykany ptak – pojedyncze osobniki w Lubuskiem (w latach 80. 5 stanowisk), większości Wielkopolski (150–170 par) i na Śląsku. W kraju przebywa od maja do września, czasem października. Lokalnie muchołówkę małą spotkać można na obrzeżach osiedli w Szczecinie, Warszawie, Białymstoku i Trójmieście, jak też w parkach Poznania i Kórnika w Wielkopolsce. Spośród parków narodowych najliczniej występuje w Białowieskim, Drawskim, Bieszczadzkim i Magurskim (w tym ostatnim 140–200 par). W Puszczy Białowieskiej żyje około 1300–1400 par. Rozmieszczenie, jak i liczebność muchołówki małej w Polsce w XIX w. i II połowie XX wieku było podobne. Wycinanie starodrzewi na wschodzie kraju na przełomie XIX w. i XX w. spowodowało spadek liczebności populacji. Obecnie populacje lokalnie rosną, np. w okolicach Warszawy ze względu na objęcie ochroną starych drzew. Wśród rodzimych gatunków muchołówek ta jest najmniejsza (jak wskazuje nazwa).
Według danych BirdLife International z 2015 roku europejska populacja liczy 3 290 000 – 5 090 000 par lęgowych. Według starszych danych (2000) najliczniej gatunek ten lęgnie się w Rosji (od 1 000 000 do 10 000 000 par), Białorusi (60 000 – 100 000 par), Łotwie (50 000 – 80 000), Słowacji (50 000 – 100 000), Rumunii (20 000 – 40 000) i na Litwie (15 000 – 25 000).

## Charakterystyka

### Cechy rozpoznawcze

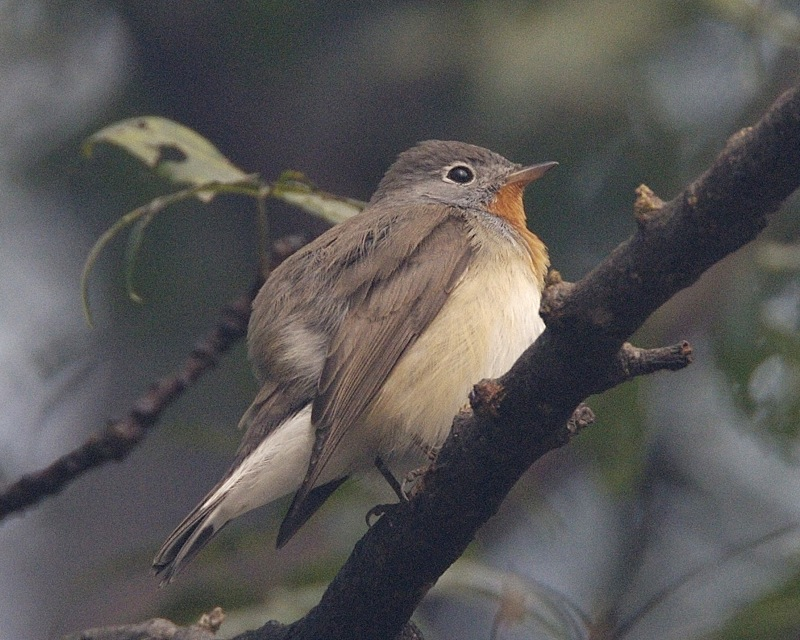
Muchołówka mała na zimowisku w Indiach

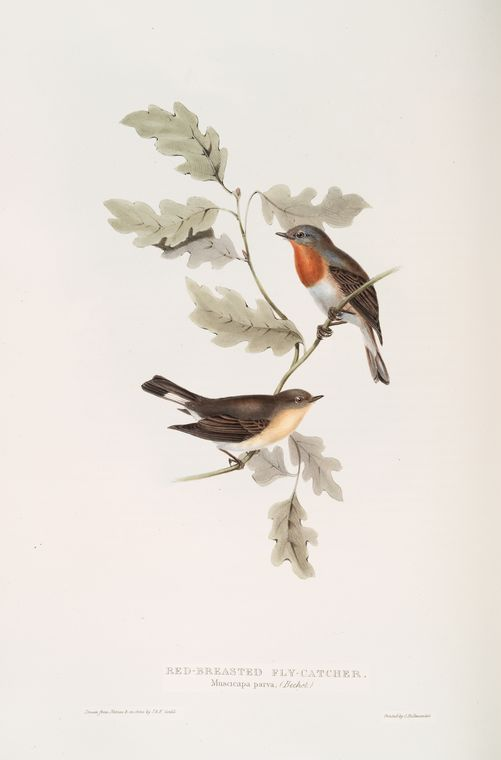
Samiec (od góry) i samica muchołówki małej

Bez białego lusterka na skrzydle i bez ciemnych plamek na czole i piersi. Samiec ubarwieniem bardzo podobny do rudzika, od którego różni się tym, że czerwień piersi nie sięga oka i jest na niej rozmyta, a brzegi ogona są białe. Wierzch jego głowy i policzki są szare, grzbiet i wierzch skrzydeł brązowy. Pełna szata wykształca się w trzecim lub czwartym roku życia. Białe plamy na bokach ogona (na 2/3 długości zewnętrznych sterówek, choć końce są już czarne) widać jednak zarówno u samców, jak i samic czy osobników młodocianych. Szczególnie dobrze je widać w czasie lotu (u rudzika wszystkie pióra ogonowe są ciemne). Środkowe sterówki są jednolicie czarne, co sprawia wrażenie dwóch plam na ogonie. W charakterystycznej ostrzegawczej postawie ptak pokazuje swoje białe zewnętrzne sterówki – rozpościera ogon i potrząsa nim, wydając przy tym dwusylabowe „tiidel tiidel”. Samice  niezwykle rzadko mają nieco czerwieni na gardle. Obie płci mają kuper o takim samym kolorze co grzbiet, a spód ciała brudnobiały. Pokrywy nadogonowe szare, które odróżniają ją od muchołówki rdzawogardłej, mającej je czarne.
W przeciwieństwie do innych muchołówek brakuje czarno-białego kontrastu. Ma też większe wymagania do gniazdowania niż muchołówka żałobna i białoszyja oraz jest od nich mniejsza (znacznie mniejsza też od wróbla). Samica i osobniki młodociane mają biały brzuch, gardło z mniejszym kontrastem, niż u muchołówki rdzawogardłej, jasnopłową pierś, głowę i wierzch. Ptaki w pierwszej zimie (1z.) mają jasny pasek pokrywowy. Pierwsze lato zasadniczo ciężkie do odróżnienia, choć bardzo rzadko samce mają trochę czerwieni. Samce w drugim lecie upierzenie mają jak samica, ale gardło jest już nieco bardziej czerwone, natomiast pełne upierzenie uzyskują dopiero w czwartym albo piątym roku życia.

### Dane liczbowe
- Długość ciała: 11-12cm
- Rozpiętość skrzydeł: 18,5-21 cm
- Skrzydło złożone: 6,4–7 cm
- Ogon: 4,5-5,5 cm
- Masa ciała: 7-12 g[7][8]

### Śpiew
Wysokie w tonie dzwoneczki o opadającym miękkim tonie (jak piecuszek): tink, tink, tink, daj, daj, daj, da. Głos wabiący: krótkie srr, ile, juljo (podobnie jak czyżyk). Czysty i trochę narzekający śpiew samców siedzących na wyeksponowanych gałęziach najczęściej słychać w maju i czerwcu.

### Zachowanie
To ptak typowo dzienny o największej aktywności w godzinach porannych. W miejscu gniazdowania można zobaczyć go pojedynczo, w parach lub grupach rodzinnych. Trudny do zauważenia, gdyż większość czasu przebywa w koronach drzew, gdzie prowadzi skryty tryb życia. Można go zobaczyć jak macha ogonem, czasem go stawiając, podczas gdy jego skrzydła zwisają.

## Biotop

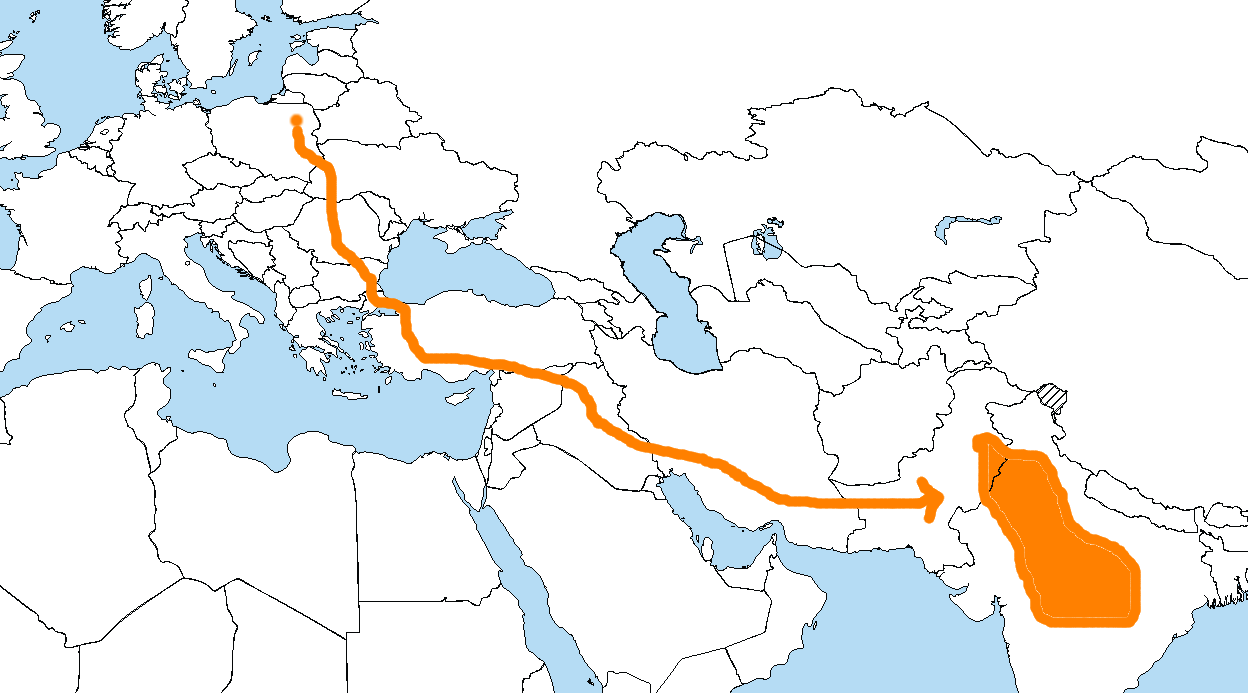
Szlak migracji północnośrodkowoeuropejskich muchołówek małych

Występuje na terenie całej Polski w starych liściastych i mieszanych lasach nizin, wyżyn i gór o bogatym podszycie, ze względu jednak na to, że tego rodzaju drzewostany zachowały się w niewielu okolicach, należy obecnie do ptaków rzadszych. Spotkać go można w mieszanych buczynach górskich i podgórskich oraz w lasach jodłowo-bukowych (naturalnych i zbliżonych do pierwotnych). Przebywa wysoko w koronach drzew (preferuje te próchniejące). Przy występowaniu zwartych lasów liściastych jego areał w Europie rozpada się na izolowane stanowiska. Wymaga ponad 80–100 letnich drzewostanów, cienistych, próchniejących i z liczną entomofauną, która zapewni mu pokarm. Sporadycznie samce słyszano w dojrzałych świerczynach z nielicznym udziałem starych buków oraz w dużych zadrzewieniach śródpolnych. Preferuje miejsca wilgotne i zacienione, np. zalewiska.
Siedliska istotne dla muchołówki małej:
- kwaśne buczyny Luzulo-Fagenion
- żyzne buczyny Dentario glandulose-Fagenion, Galio odorati-Fagenion
- górskie jaworzyny ziołoroślowe Aceri-Fagetum
- ciepłolubne buczyny storczykowe Cephalanthero-Fagenion
- grąd subatlantycki Stellario-Carpinetum
- grąd środkowoeuropejski i subkontynentalny Galio-Carpinetum, Tilio-Carpinetum
- łęgi wierzbowe, topolowe, olszowe i jesionowe Salicetum albo-fragilis, Populetum albae, Alnenion glutinoso-incanae, olsy źródliskowe
- łęgowe lasy dębowo-wiązowo-jesionowe Ficario-Ulmetum

## Pożywienie

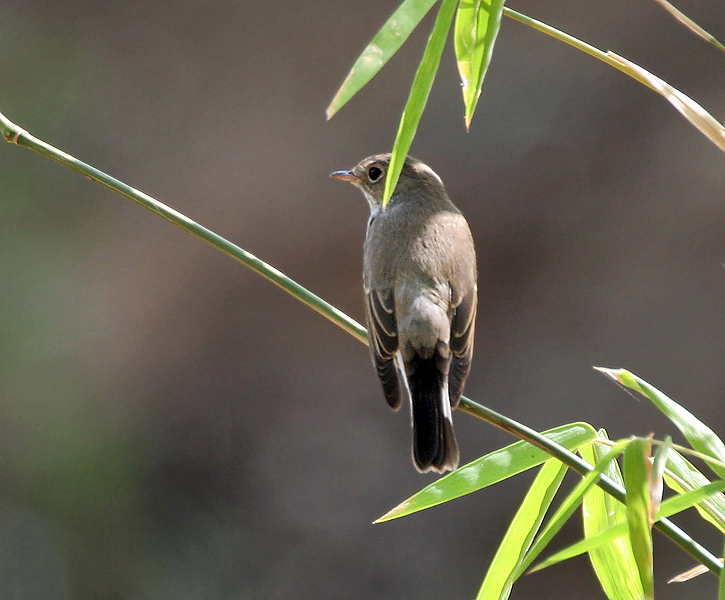
Wystawione elementy roślin są dobrym miejscem dla wypatrywania latającej zdobyczy

Owady, przeważnie dwuskrzydłe – muchy i małe motyle (również ich larwy i poczwarki), oraz pajęczaki. Wymaga dużych ich ilości. Łowi je w koronach drzew w locie, najpierw wypatrując ofiar z eksponowanego miejsca, np. z suchej, bezlistnej gałęzi. W pogoni może dotrzeć do dość gęstych krzaków i zadrzewień w parkach. Może też je zbierać ze spodniej strony liści, zawisając w powietrzu jak koliber. Pod koniec lata dieta staje się bardziej roślinna. Pojawiają się w niej owoce bzu czarnego i koralowego.

## Okres lęgowy

### Toki
Początek okresowi godowemu daje fletowy śpiew samca, wabiąc tym samym samicę przelatywaniem w pobliżu wybranej dziupli. Ten przylatuje wiosną o kilka dni wcześniej niż samica. Tworzone pary są monogamiczne. W czasie wyprowadzania lęgów muchołówki małe stają się ptakami terytorialnymi – samiec odzywa się do 300 m od gniazda. Obszar jest dużo większy w porównaniu z innymi gatunkami muchołówek.

W populacji liczebnie samce przewyższają samice. Te, które nie przystępują do rozrodu, śpiewają bardzo intensywnie do końca czerwca.

### Gniazdo
Okres lęgowy trwa od czerwca do lipca – 1 lęg w ciągu roku. W płytkiej półotwartej dziupli (także w skrzynce lęgowej o większym otworze zawieszonej 2 m nad ziemią, odległość między nimi 20–30 m), w niszy, szczelinie drzewa, za odstającą korą lub w kącie gałęzi, luźno usłane z suchych źdźbeł traw, liści, delikatnych korzeni i mchu. Wysłane jest drobnym włosiem, zielonym mchem i liśćmi. Jego średnica dochodzi do 10 cm i budowane jest przez samicę.

### Jaja

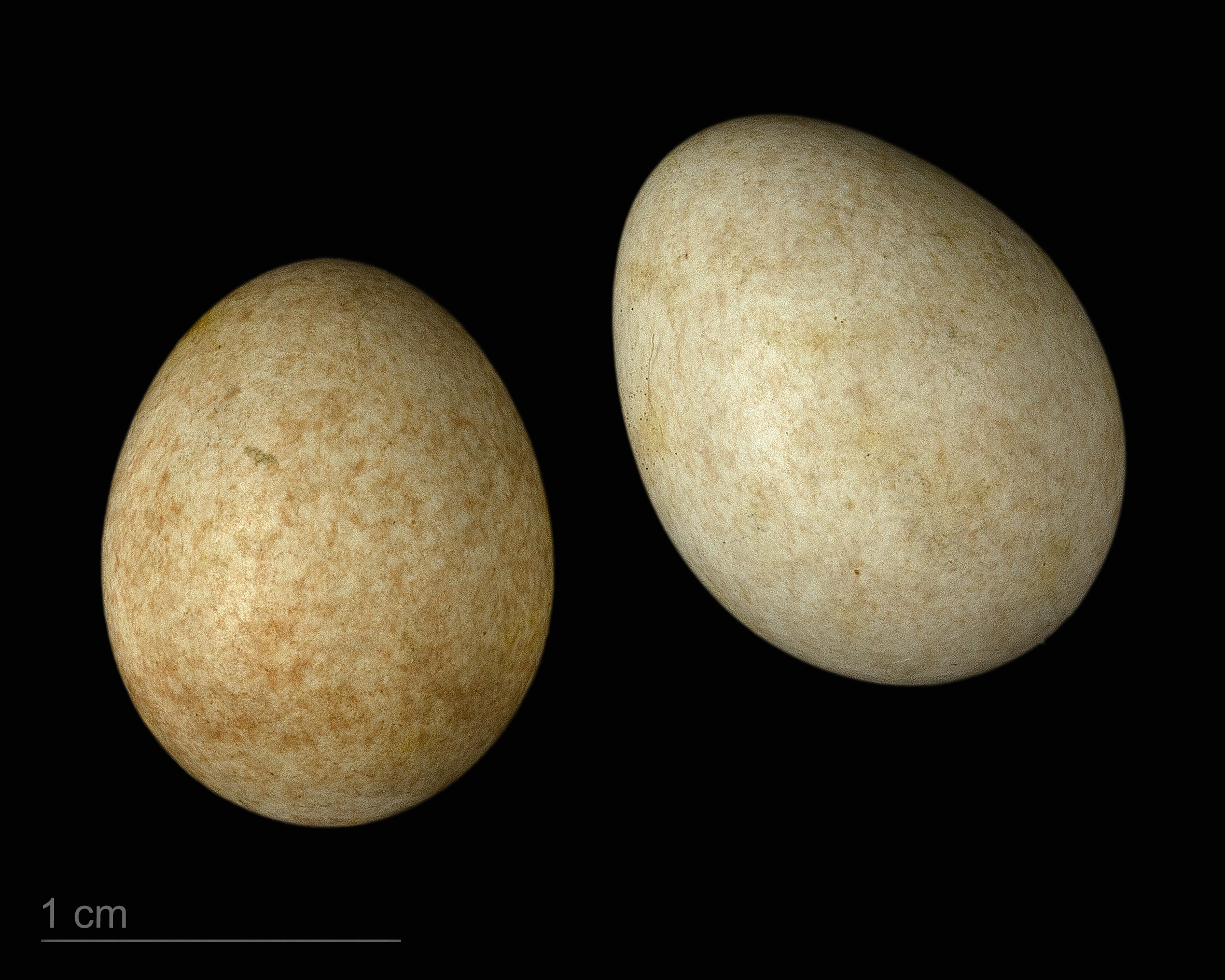
Jaja

5–6 (niezwykle rzadko 7) jaj, na kremowym lub zielonkawym tle obficie nakrapiane rdzawymi plamkami. Znoszone są w połowie maja. Przylot w maju, odlot w sierpniu.

### Wychowywanie i potomstwo
Opieka nad potomstwem nie różni się od tego, w jaki sposób robią to inne pokrewne gatunki. Wysiadywanie trwa od 12 do 13 dni. Młode w gnieździe pozostają około 12-13 dni. Karmią je oboje rodzice, do kilku dni po opuszczeniu dziupli. Przez krótki czas młode po opierzeniu nadal trzymają się w pobliżu gniazda. Dojrzałość płciowa osiągana jest w 2 roku życia.

## Status i ochrona
IUCN uznaje muchołówkę małą za gatunek najmniejszej troski (LC, Least Concern). Liczebność światowej populacji, obliczona w oparciu o szacunki organizacji BirdLife International dla Europy z 2015 roku, mieści się w przedziale 6,5–10,5 milionów dorosłych osobników. Globalny trend liczebności populacji uznawany jest za wzrostowy.
Na terenie Polski muchołówka mała jest objęta ścisłą ochroną gatunkową. Na Czerwonej liście ptaków Polski została sklasyfikowana jako gatunek najmniejszej troski (LC). Szkodzi jej deszczowa aura latem, drapieżniki gniazdowe i nieodpowiednia gospodarka leśna:
- nadmierne wycinanie starych drzew liściastych,
- usuwanie martwych i obumierających drzew z krajobrazu.